# 李順載
李順載 （韓語：이순재，1934年11月16日—），韓國男演員，被稱為「國民爺爺」。由於其地位崇高，在演藝圈中會被後輩演員添上「先生」（老師）的稱謂。漢字名有兩種表記方式分別為本名「李順載」以及從事演藝活動後使用的藝名「李純才」。
李順載從首爾高中時代起開始就參加戲劇演出，1956年憑藉電視劇《我要成人》正式出道，隨後一直活躍於韓國螢幕，演出電視劇包括《愛情是什麼》、《澡堂老闆家的男人》等。1992年，李順載作為國會議員從政，代表民主自由黨當選1992年第十四屆大韓民國國會議員，卸任後重新回歸演員本行。曾任韓國放送演技者協會初代、第2代及第11代會長職務。

## 演出作品

### 電視劇
- 1956年：KBS《我要成人》
- 1982年：MBC《風雲》飾演 興宣大院君
- 1989年：MBC《第2共和國》飾演 尹潽善
- 1990年：KBS《破天舞》
- 1991年：KBS《京都議定書-25》
- 1992年：MBC《愛情是什麼》飾演 李父
- 1995年：KBS《澡堂老板家的男人們》飾演 金福童
- 1996年：KBS《乙支洞Blues》
- 1998年：MBC《看了又看》飾演 朴鳳漢
- 1999年：MBC《醫道》飾演 柳義泰

#### 2000年代
- 2000年：MBC 《新貴公子》飾張會長
- 2001年：SBS《守護天使》飾演 姜會長
- 2001年：MBC《商道》飾演 朴周命
- 2001年：SBS《仍然愛著你》飾演 朴會長
- 2002年：MBC《壞女孩》
- 2002年：MBC《賢貞我愛你》
- 2002年：KBS《張禧嬪》飾演 宋時烈
- 2003年：SBS《窈窕淑女》
- 2003年：KBS《珍珠項鍊》飾演 黃萬甲
- 2003年：SBS《興夫家葫蘆開了》
- 2003年：SBS《擺脫無業遊民》
- 2004年：KBS《新娘18歲》飾演 權進士
- 2004年：MBC《12月的熱帶夜》
- 2004年：MBC《英雄時代》
- 2004年：SBS《土地》
- 2004年：KBS《不滅的李舜臣》飾演 李滉
- 2005年：KBS《漂亮寶貝》飾演 張允載
- 2005年：SBS《露露公主》飾演 高會長
- 2005年：KBS《這該死的愛情》
- 2006年：KBS《葡萄園裡的那男子》飾演 李丙達
- 2006年：MBC《不可阻擋的High Kick》飾演 李順才
- 2007年：MBC《李祘》飾演 朝鮮英祖
- 2007年：KBS《春暖花開的時候》飾演 李載植
- 2008年：KBS《媽媽發怒了》飾演 羅忠福
- 2008年：MBC《貝多芬病毒》飾演 金甲勇
- 2008年：MBC《愛你，别哭》飾演 韓圭一
- 2009年：MBC《穿透屋頂的High Kick》飾演 李順才
- 2009年：MBC《善德女王》飾演 真興王

#### 2010年代
- 2010年：SBS《摘星星给我》飾演 鄭國
- 2010年：SBS《Coffee House》飾演 恩英的爺爺
- 2010年：MBC《慾望之火》飾演 金泰敬
- 2010年：SBS《大物》飾演 白聖民
- 2011年：MBC《我的公主》飾演 朴東在
- 2011年：KBS《公主的男人》飾演 金宗瑞
- 2011年：MBC《千次的吻》飾演 張秉斗
- 2012年：TV朝鮮《韓半島》飾演 姜大賢
- 2012年：MBC《The King 2 Hearts》飾演 殷奎泰
- 2012年：SBS Plus《愛你》飾演 金萬石
- 2012年：MBC《馬醫》飾演 高朱萬
- 2012年：JTBC《無子無憂》飾演 安昊植
- 2013年：SBS《醜八怪警報》飾演 羅尚進
- 2013年：tvN《馬鈴薯星2013QR3》飾演 盧松
- 2014年：tvN《花樣爺爺搜查隊》飾演 李俊赫
- 2014年：MBC《Drama Festival－轉捩點》飾演 李順載
- 2014年：KBS 《王的面孔》飾演 白景
- 2015年：KBS《不善良的女人們》飾演  金哲熙
- 2015年：MBC《讓女人哭泣》飾演 姜太奐
- 2015年：MBC《夜行書生》飾演 顯祖
- 2015年：SBS《六龍飛天》飾演 李子春
- 2016年：SBS《對，就是那樣》飾演 劉忠哲
- 2017年：MBC《金錢之花》飾演 張國煥
- 2018年：tvN《Live》飾演 吳楊村父親
- 2019年：JTBC《Legal High》飾演 具世宗
- 2019年：tvN《很便宜，千里馬超市》飾演 金大馬

#### 2020年代
- 2020年：KBS《Do Do Sol Sol La La Sol》飾演 金萬福
- 2021年：MBC《衣袖紅鑲邊》飾演長者（特別出演）
- 2022年：SBS《Again My Life》飾演 吳容洙
- 2022年：tvN《明星經紀人生存記》飾演 李順載
- 2023年：tvN《特務家族》飾演 權雄秀
- 2024年：MBC《搜查班長1958》飾演
- 2024年：KBS 2TV《狗之聲》飾演 李順載

### 電影
- 1967年：《大怪獸龍加利》飾演 俞光男
- 2005年：《我和我的女友（朝鲜语：파랑주의보）》
- 2006年：《淫亂書生》
- 2009年：《早安總統（英语：Good Morning President）》
- 2011年：《我愛你（朝鲜语：그대를 사랑합니다 (영화)）》
- 2011年：《浪漫天堂》
- 2013年：賈斯汀和英勇的騎士 (Justin and the Knights of Valour) 配音
- 2017年：《藝術家: 重生》
- 2018年：《德九》
- 2019年：《浪漫（朝鲜语：로망 (영화)）》飾演 趙南峰
- 2020年：《明明會說話》飾演 倉鼠（聲音出演）

## 綜藝節目

### 綜藝固定出演
| 年份   | 播放 日期 | 播放 日期 | 電視台 | 節目名稱 | 季度   | 集數 |
| 年份   | 首播      | 終映      | 電視台 | 節目名稱 | 季度   | 集數 |
| 2013年 | 7月5日    | 10月4日   | tvN    | 花樣爺爺 | 第一季 | 14集 |
| 2014年 | 3月7日    | 5月2日    | tvN    | 花樣爺爺 | 第二季 | 8集  |
| 2015年 | 3月27日   | 5月8日    | tvN    | 花樣爺爺 | 第三季 | 7集  |
| 2018年 | 6月29日   | 8月24日   | tvN    | 花樣爺爺 | 第四季 | 9集  |

## 獲獎記錄
- 1977年：第13屆百想藝術大賞－電影部門 男子最優秀演技賞
- 1982年：第9屆 韓國放送大賞 - TV演技賞 (KBS 風雲)
- 2002年：文化觀光部文化日文化勳章
- 2002年：MBC名譽殿堂
- 2004年：SBS演技大賞－連續劇部門演技賞
- 2007年：MBC演技大賞－史劇部門黃金演技賞
- 2007年：MBC演藝大賞－大賞（無限挑戰共同受賞）
- 2007年：第8屆大韓民國映像大田藝人部門
- 2007年：第一屆韓國電視劇節－功勞賞（不可阻擋的High Kick）
- 2007年：第41屆納稅者日東大門稅務署長表彰
- 2008年：MBC演技大賞－PD賞（貝多芬病毒）
- 2009年：第45屆百想藝術大賞－功勞獎
- 2009年：MBC演藝大賞－功勞獎
- 2010年：第一屆首爾文化藝術大獎頒獎禮－文化藝術人部分大獎
- 2011年：大韓民國CEO大獎賽－文化CEO部門 特別獎
- 2011年：中國金雞百花電影節－中國觀眾最喜愛的男演員獎（愛你）
- 2012年：第一屆K-Drama Star Awards－功勞賞（馬醫）
- 2016年：TvN10大獎－綜藝指標賞（花樣爺爺）
- 2024年：KBS演技大賞－大賞

## 外部連結
- 李順載 （页面存档备份，存于） WIKI 
- 李順載 （页面存档备份，存于） DAUM
- 李順載 （页面存档备份，存于） NAVER
- 李順載=이순재 SOON-JAE LEE-韓國-偶像劇場 （页面存档备份，存于）